# Alan Tudyk
Alan Wray Tudyk, (født 16. marts 1971 i El Paso, Texas i USA) er en amerikansk skuespiller. Han er mest kendt for sin rolle som Steve the Pirate i Dodgeball og som Wat i A Knight's Tale. Han har blandt andet medvirket i Firefly og har også haft en rolle i musicalen Monty Python's Spamalot.

## Udvalgt filmografi

### Film
| År   | Titel                            | Rolle                  | Note   |
| ---- | -------------------------------- | ---------------------- | ------ |
| 1997 | 35 Miles from Normal             | Trevor                 |        |
| 1998 | Patch Adams                      | Everton                |        |
| 2000 | 28 Days                          | Gerhardt               |        |
| 2000 | Wonder Boys                      | Sam Traxler            |        |
| 2001 | A Knight's Tale                  | Wat                    |        |
| 2001 | Hearts in Atlantis               | Monte Man              |        |
| 2002 | Ice Age                          | Lenny/dronte m.fl.     | stemme |
| 2004 | Dodgeball: A True Underdog Story | Steve the Pirate       |        |
| 2004 | I, Robot                         | Sonny                  |        |
| 2005 | Serenity                         | Hoban "Wash" Washburne |        |
| 2006 | Ice Age 2: På tynd is            | Cholly                 | stemme |
| 2007 | Death at a Funeral               | Simon                  |        |
| 2007 | Knocked Up                       | Jack                   |        |
| 2007 | 3:10 to Yuma                     | Doc Potter             |        |
| 2008 | Meet Market                      | Danny                  |        |
| 2011 | Transformers: Dark of the Moon   | Dutch                  |        |
| 2011 | Alvin og de frække jordegern 3   | Simone                 | stemme |
| 2012 | Vilde Rolf                       | Kong Kandis            | stemme |
| 2013 | 42                               | Ben Chapman            |        |
| 2013 | Frost                            | Hertugen af Weselton   | stemme |
| 2014 | Big Hero 6                       | Alistair Krei          | stemme |
| 2016 | Vaiana                           | Heihei                 | stemme |
| 2016 | Rogue One: A Star Wars Story     | K-2SO                  |        |
| 2018 | Vilde Rolf smadrer internettet   | KnowsMore              | stemme |

### Tv-serier
| År       | Titel                           | Rolle                  | Note            |
| -------- | ------------------------------- | ---------------------- | --------------- |
| 2000     | Strangers with Candy            | Far                    | 2 afsnit        |
| 2000     | Frasier                         | Todd Peterson          | et afsnit       |
| 2002-03  | Firefly                         | Hoban 'Wash' Washburne | 14 afsnit       |
| 2005; 13 | Familie på livstid              | Pastor Veal            | 3 afsnit        |
| 2005; 13 | Into the West                   | Nathan Wheeler         | et afsnit       |
| 2006     | Capitol Law                     | Walker Eliot           | pilot-afsnittet |
| 2009     | V                               | Dale Maddox            | 3 afsnit        |
| 2009–10  | Dollhouse                       | Alpha                  | 4 afsnit        |
| 2012     | Abraham Lincoln: Vampire Hunter | Stephen A. Douglas     | ukrediteret     |
| 2019     | Harley Quinn                    | Jokeren                |                 |